# Diplacina
Diplacina is een geslacht van libellen (Odonata) uit de familie van de korenbouten (Libellulidae).

## Soorten
Diplacina omvat 23 soorten:
- Diplacina antigone Lieftinck, 1933
- Diplacina arsinoe Lieftinck, 1953
- Diplacina bolivari Selys, 1882
- Diplacina braueri Selys, 1882
- Diplacina callirrhoe Lieftinck, 1953
- Diplacina clymene Lieftinck, 1963
- Diplacina cyrene Lieftinck, 1953
- Diplacina dioxippe Lieftinck, 1963
- Diplacina erigone Lieftinck, 1953
- Diplacina fulgens Ris, 1898
- Diplacina hippolyte Lieftinck, 1933
- Diplacina ismene Lieftinck, 1933
- Diplacina lisa Needham & Gyger, 1941
- Diplacina merope Lieftinck, 1963
- Diplacina micans Lieftinck, 1953
- Diplacina militaris Ris, 1909
- Diplacina nana Brauer, 1868
- Diplacina paula Ris, 1919
- Diplacina persephone Lieftinck, 1933
- Diplacina phoebe Ris, 1919
- Diplacina sanguinolenta Van Tol, 1987
- Diplacina smaragdina Selys, 1878
- Diplacina torrenticola Van Tol, 1987